# Зеленський Ігор Анатолійович
Ігор Анатолійович Зеленський (нар. 13 липня 1969, Лабінськ, Краснодарський край) — радянський і російський артист балету, балетмейстер, художній керівник різних балетних труп. Народний артист Російської Федерації (2008). Батько онуки Путіна.

## Біографія
Закінчив Тбіліське хореографічне училище (клас В. Чабукіані). З 1985 року — стажист Тбіліського театру опери та балету імені С. Паліашвілі. У 1987—1988 роках стажувався в Ленінградському хореографічному училищі імені А. Я. Ваганової (клас Г. Н. Селюцького). З 1988 року — у трупі Маріїнського театру, з 1991-го — соліст.
У 1992—1998 роках прем'єр трупи «Нью-Йорк Сіті балет».
Запрошений соліст провідних театрів світу: Німецька опера (Берлін; з 1990 року), Королівський балет (Лондон; з 1996 року), Великий театр (2000 рік). Як головний запрошений соліст танцював у Ла Скала, Баварському державному балеті (Національний театр у Мюнхені), у театрах Бостона, Сан-Франциско, Ріо-де-Жанейро.
У 1997—2001 роках — соліст Лондонського Королівського балету. У 2001—2006 роках асистент директора Національної опери в Афінах.
З 2006 по червень 2016 — художній керівник балету Новосибірського театру опери і балету (НОВАТ). Нині — радник генерального директора НОВАТ.
З 2011 рокупо вересень 2016 року — художній керівник балетної трупи Московського музичного театру імені Станіславського та Немировича-Данченка (МАМТ). З жовтня 2016 року — радник генерального директора МАМТу з балету.
З вересня 2016 по квітень 2022 був інтендантом і художнім керівником Баварського державного балету. Звільнений із посади після відмови публічно виступити проти російського вторгнення в Україну.

## Сім'я
Одружений із балетним репетитором Яною Серебряковою, у пари троє дітей.
Відповідно до спільного розслідування видання «Важные истории» та журналу «Шпіґель», Зеленський є батьком дочки Катерини Тихонової, яку та народила у 2017 році. Процедуру встановлення батьківства пара здійснила через московський суд. Катерина Тихонова офіційно розлучилася зі своїм чоловіком Кирилом Шамаловим лише у 2018 році.